# Técsi Joó István
Técsi Joó István (másként: Técsi J. István, Técső, Máramaros vármegye., 1619. vagy 1620. – Nagyvárad, 1654.) református lelkész, egyházi író.

## Életútja
Tanulmányait Szatmáron és Sárospatakon kezdte, utóbbi helyen 1638. október 25-én iratkozott be a felsőbb tanulók közé. Ezt követően Bodrogkeresztúron volt rektor. 1644. június 21-én a franekeri, november 23-án pedig a leideni egyetemre iratkozott be. 1646-ban tért vissza a hazájába. Nagyváradon tanár, majd nemsokára ugyanott lelkész lett, 1650 márciusában már így említik. 

## Munkái
- Virga Mosis... Per Stephanum J. Tétsi. Lugduni Batavorum, 1646.
- Clavis Euangelica; Sive Disputatio Biblica... Varadini, 1647.